# Жак Дюбоше
Жак Дюбоше (фр. Jacques Dubochet, 8 червня 1942, Егль) — швейцарський біофізик. 4 жовтня 2017 року разом із Йоахімом Франком та Річардом Гендерсоном отримав Нобелівську премію з хімії за розвиток кріоелектронної мікроскопії для визначення структур біомолекул.
У 1948—1955 навчався в початковій школі. У 1962 отримав атестат зрілості у кантоні Во. У 1967 закінчив Федеральну політехнічну школу Лозанни та отримав диплом інженера-фізика. У 1969 отримав сертифікат молекулярного біолога в університеті Женеви. У 1973 захищає докторську дисертацію в Базельському університеті у галузі біофізики. З 1974 по 1978 працював у Біоцентрі Базельського університету. З 1978 по 1987 керував дослідницькою групою Європейської лабораторії молекулярної біології у місті Гайдельберг, де і розвинув метод кріоелектронної мікроскопії. З 1987 року стає професором Лозанського університету у відділенні ультраструктурного аналізу. З 1998 по 2002 роки — керує факультетом біології. З 2007 року професор-емерит та викладає в Лозанському університеті. Має дружину та двох дітей.